# Vĩnh Lâm
Vĩnh Lâm là một xã thuộc huyện Vĩnh Linh, tỉnh Quảng Trị, Việt Nam.
Xã Vĩnh Lâm có diện tích 13,87 km², dân số năm 1999 là 5160 người, mật độ dân số đạt 372 người/km².

## Hành chính
Xã Vĩnh Lâm được chia thành 8 thôn: Duy Viên, Đặng Xá, Lâm Cao, Quảng Xá, Tiên, Tiên Lai, Tiên Mỹ 1, Tiên Mỹ 2.